# Mein glückliches Leben
Mein glückliches Leben (Originaltitel: Mitt lyckliga liv) ist ein Kinderbuch der schwedischen Schriftstellerin Rose Lagercrantz und der schwedischen Illustratorin Eva Eriksson. Im ersten von sechs Bänden der (Dunne-)Reihe lernt Dunne Ella Frida kennen, die ihre beste Freundin wird. Die beiden verbringen jede freie Minute miteinander – bis Ella Frieda mit ihrer Familie nach Norrköping zieht. In Dunnes Gedanken über ihre glücklichen Momente werden Themen wie Freundschaft, Familie und Verlust angesprochen. 2012 war der Roman für den Deutschen Jugendliteraturpreis nominiert.
Mein glückliches Leben erschien 2010 beim Bonnier Verlag in schwedischer Sprache. Das Buch wurde von Angelika Kutsch ins Deutsche übersetzt und 2011 beim Moritz Verlag in deutscher Übersetzung veröffentlicht.

## Inhalt
Dunne liegt im Bett und kann nicht schlafen. Anders als andere zählt sie jedoch nicht Schafe, sondern ihre glücklichen Momente. Über ihre Gedankengänge lernt der Leser Dunnes Welt kennen.
Sie beginnt mit ihrer Vorfreude auf die Einschulung, die sie gar nicht abwarten kann. Das einzige, was ihr Sorgen macht, ist, dass sie keine Freunde finden könnte, denn von ihren neuen Klassenkameraden kennt sie noch niemanden. Am zweiten Tag sieht sie auf dem Schulhof Ella Frida, neben ihr das einzige Mädchen, das die Pause alleine verbringt. Die beiden Mädchen werden schnell beste Freundinnen und machen alles gemeinsam: In den Pausen schaukeln sie oder malen Sonnenuntergänge, nach der Schule spielen sie mit Ellas Meerschweinchen Partyboy, tauschen Glanzbilder und gründen den Nachtclub, bei dem sie bis tief in die Nacht unter der Bettdecke sitzen, reden und Nachtfrühstück essen.
Nach den Weihnachtsferien wird ihr Glück jäh gestört, als Ella Frida nach Norrköping zieht. Dunne ist nun gar nicht mehr glücklich und nicht mal die Meerschweinchen Schnee und Flocke, die Papa ihr kauft, können sie aufmuntern. Ab jetzt läuft bei Dunne alles schief. Sie fällt hin und schürft sich das Knie auf, beim Fußballspielen verletzt sie sich am Kopf, sodass sie ins Krankenhaus muss, und bei einem Klassenstreit schubst sie Jonatan so sehr, dass er mit dem Kopf auf den Boden schlägt und seine neuen Schneidezähne fast ausfallen. Dies ist der Wendepunkt der Geschichte, denn Dunne wird von schweren Schuldgefühlen geplagt und entschuldigt sich schließlich mit einem Brief bei Jonatan, der ihr sofort vergibt. Noch am selben Tag bricht sie ihren Rekord im Seilhüpfen und langsam unternimmt Dunne auch etwas mit anderen Klassenkameradinnen. Als sie eines Tages einen Brief von Ella Frida bekommt, die Dunne ebenfalls vermisst, ist ihr Glück wieder hergestellt.
Am Ende des Buches erfährt der Leser schließlich, warum Dunne nicht einschlafen kann: Es sind Osterferien und am nächsten Tag darf sie Ella Frida in Norrköping besuchen.

## Figuren

### Hauptfiguren
Dunne
Dunne besucht im ersten Teil der Dunne Reihe die 1. Klasse. Sie lebt mit ihrer Familie, bestehend aus ihr selbst, ihrem Papa und einer Katze, in Stockholm. Ihre Mutter starb, als Dunne noch sehr klein war, weshalb sie nur wenige Erinnerungen an sie hat. Dunne hat großen Spaß an der Schule und versteht sich mit allen Mitschülern und Mitschülerinnen gut. Ihre einzig richtig gute Freundin ist jedoch Ella Frida.

### Nebenfiguren
Ella Frida
Ella Frida ist die beste Freundin von Dunne. Sie geht mit ihr in die erste Klasse und sitzt in der Schule neben ihr, bis sie mit ihrer Familie nach den Weihnachtsferien in die Stadt Norrköping zieht. Ella Frieda tauscht mit Dunne oft Glanzbilder. Ihr Lieblingsbild, welches einen Engel zeigt, möchte sie aber nicht tauschen, da es ihrer Oma gehört hat, als diese noch ein Kind war. Ella Frida hat eine kleine Schwester namens Miranda und eine Meerschweinchen namens Partyboy, mit dem sie und Dunne oft spielen. Sie zeigt Dunne auch die Meerschweinchen Schnee und Flocke in der Tierhandlung, die Dunnes Papa nach Ella Fridas Umzug kauft.
Papa
Über Dunnes Papa erfährt der Leser: „Ihr Papa rettet sie immer! Ohne ihn würde sie überhaupt nicht zurechtkommen. Was für ein Glück, dass sie ihren Papa hat.“ (116) Er hat italienische Wurzeln, weshalb Dunne, Papa und die Katze jeden zweiten Sommer bei seiner Familie in Italien verbringen.
Uroma
Dunne hat ihre Uroma sehr gern, denn sie „ist so lieb und kocht das beste Essen der Welt.“ (92) Die Uroma passt manchmal auf Dunne auf. Sie hat ein Gebiss, das sie oft aus dem Mund nimmt, da es so drückt.
Jonatan
Jonatan geht in Dunnes Klasse. Er ist derjenige, der sie beim Fußballspielen umrennt und den sie später bei einer Auseinandersetzung der Klasse um eine Holzklötzchen-Stadt schubst. Nach dem zweiten Vorfall muss er eine Zahnspange tragen. Dunne und Jonatan freunden sich nach Dunnes Entschuldigung an und sammeln um die Wette Aufkleber.
Micki und Vicki
Micki und Vicki sind Dunnes Klassenkameradinnen. Dunne freundet sich nach Ella Fridas Umzug mit ihnen an. Einmal sammeln sie gemeinsam Flaschen, um sich von dem Pfand Kaugummi zu kaufen. Vicki und Micki sind auch diejenigen, die Dunne zum Seilspringen einladen, wobei Dunne ihren Rekord bricht.